# Dicasteri per a les Esglésies Orientals
El Dicasteri per a les Esglésies Orientals, anteriorment Congregació, és un dicasteri de la Cúria Romana responsable de les relacions amb les Esglésies Catòliques Orientals per tal d'ajudar el seu desenvolupament, la protecció dels seus drets i també el manteniment d'una unitat en l'Església Catòlica pel que fa al patrimoni litúrgic, disciplinar i espiritual del ritu llatí, i l'herència de les diverses tradicions cristianes orientals. Té competència exclusiva en les següents regions: Egipte i la Península del Sinaí, Eritrea i el nord d'Etiòpia, el sud d'Albània i Bulgària, Romania, Xipre, Grècia, Hongria, Israel, Iran, l'Iraq, Índia, Líban, els territoris palestins, Síria, Jordània, Turquia i Ucraïna. Segons l'encíclica Pastor Bonus "tracta les matèries que estant relacionades amb les persones o les coses, afecten a les Esglésies Catòliques Orientals". i es fundà amb el Motu Proprio Dei Providentis del papa Benet XV l'1 de maig del 1917.

## Història
Les seves funcions originalment eren exercides per la Congregació de Propaganda Fide, establerta el 1622, que també supervisava l'activitat missionera.
Dins d'aquest dicasteri, el 6 de gener de 1862, el Papa Pius IX va erigir la Congregatio de Propaganda Fide pro negotiis ritus orientalis mitjançant el breu apostòlic Romani Pontifices.
El Papa Benet XV va fer autònom aquest organismo, per mitjà del motu proprio Dei Providentis de l'1 de maig de 1917 i va prendre el nom de Congregatio pro Ecclesia orientali. El seu nom actual va ser donat pel Papa Pau VI amb la constitució apostòlica Regimini Ecclesiae Universae del 15 d'agost de 1967.
Sota el pontificat de Joan Pau II, per la Constitució Apostòlica Pastor Bonus de 28 de juny de 1988, es va aprovar el seu aspecte actual.
Entre 1917 i 1967 al capdavant del dicasteri estava el Papa, qui delegava les seves funcions al cardenal secretari. El rol de secretari va ser cobert per un prelat amb el títol d'assessor. Des de 1967 va assumir el títol de prefecte.

## Estructura
Els Patriarques i Arquebisbes Majors de les Esglésies Orientals, i el President del Consell Pontifici per a la Promoció de la Unitat dels Cristians, són membres d'aquesta Congregació, en virtut de la mateixa Llei. Els consultors i els oficials se seleccionen de manera que reflecteixi en la mesura del possible la diversitat de ritus.

## Competències
Aquest dicasteri té autoritat sobre
- totes les qüestions que es relatives a les Esglésies Orientals que fan referència a la Santa Seu (estructura i organització de les Esglésies, l'exercici de les funcions d'ensenyar, santificar i governar; d'estat, els drets i obligacions de les persones) i
- les visites ad limina dels bisbes orientals[4]

Les competències d'aquesta congregació no inclouen les competències exclusives de les congregacions de la doctrina de la Fe i per a les Causes dels Sants, de la Penitènciaria Apostòlica, el Tribunal Suprem de la Signatura Apostòlica i del Tribunal de la Rota Romana, incloent el que es refereix a les dispensacions d'un matrimoni ratumsed non consummatum (ratificat i no consumat).
En els assumptes que afecten tant les esglésies orientals com la llatina, la Congregació opera, si l'assumpte és prou important, en consulta amb el dicasteri que té competència en la matèria per a l'Església llatina.
La Congregació presta especial atenció a les comunitats de fidels catòlics orientals que viuen al territori de l'Església llatina i atén les seves necessitats espirituals, proporcionant als visitants i fins i tot els seus propis jerarques, la mesura que sigui possible i on els números i les circumstàncies ho requereixin, en consulta amb el Congregació competent per establir les Esglésies particulars a la regió.
En les regions en les Esglésies orientals han estat dominants des de l'antiguitat, l'activitat apostòlica i missionera és responsabilitat exclusiva d'aquest dicasteri, fins i tot si l'anterior es porta a terme per missioners de ritu llatí.
El dicasteri col·labora amb el Consell Pontifici per a la Promoció de la Unitat dels Cristians en els assumptes que es refereixen a les relacions amb els Esglésies orientals no-catòliques i amb el Consell Pontifici per al Diàleg Interreligiós en assumptes dins de l'abast d'aquesta última.

## Membres
El dicasteri està composta actualment per 32 membres escollits entre els cardenals, arquebisbes i bisbes: el prefecte, designat el 9 de juny de 2007 pel Papa Benet XVI, és el cardenal argentí Leonardo Sandri.

### Cronologia dels prefectes
- Papa Benet XV † (1 de maig de 1917 - 22 de gener de 1922 mort)
- Papa Pius XI † (6 de febrer de 1922 - 10 de febrer de 1939 mort)
- Papa Pius XII † (2 de març de 1939 - 9 d'octubre de 1958 mort)
- Papa Joan XXIII † (28 d'octubre de 1958 - 3 de juny de 1963 mort)
- Papa Pau VI † (21 de juny de 1963 - 15 d'agost de 1967 renuncià)
  - Cardenal Gustavo Testa † (1965 - 15 d'agost de 1967 nomenat prefecte del mateix dicasteri) (pro-prefecte)
- Cardenal Gustavo Testa † (15 d'agost de 1967 - 13 de gener de 1968 jubilat)
- Cardenal Maximilien de Fürstenberg † (15 de gener de 1968 - 28 de febrer de 1973 renuncià)
- Cardenal Paul-Pierre Philippe, O.P. † (6 de març de 1973 - 27 de juny de 1980 jubilat)
- Cardenal Władysław Rubin † (27 de juny de 1980 - 30 d'octubre de 1985 renuncià)
- Cardenal Duraisamy Simon Lourdusamy † (30 d'octubre de 1985 - 24 de maig de 1991 renuncià)
- Cardenal Achille Silvestrini (24 de maig de 1991 - 7 de setembre de 2000 jubilat)
- Cardenal Ignace Moussa I Daoud † (25 de novembre de 2000 - 9 de juny de 2007 jubilat)
- Cardenal Leonardo Sandri, des del9 de juny de 2007

### Cronologia de secretaris
- Cardenal Niccolò Marini † (29 de novembre de 1917 - 1922 jubilat)
- Cardenal Giovanni Tacci Porcelli † (8 d'agost de 1922 - 1 de gener de 1927 jubilat)
  - Cardenal Luigi Sincero † (6 de febrer de 1926 - 3 de febrer de 1927 nomenat secretari del mateix dicasteri) (pro-secretari)
- Cardenal Luigi Sincero † (3 de febrer de 1927 - 7 de febrer de 1936 mort)
- Cardenal Eugène Tisserant † (19 de juny de 1936 - 11 de novembre de 1959 jubilat)
- Cardenal Amleto Giovanni Cicognani † (14 de novembre de 1959 - 12 d'agost de 1961 nomenat cardenal secretari d'Estat)
  - Arquebisbe Gabriel Acacius Coussa, B.A. † (4 d'agost de 1961 - 19 de març de 1962 renuncià) (pro-secretari)
- Cardenal Gabriel Acacius Coussa, B.A. † (24 de març de 1962 - 29 de juliol de 1962 mort)
- Cardenal Gustavo Testa † (2 d'agost de 1962 - 1965 nomenat pro-prefecte del mateix dicasteri)
- Arquebisbe Mario Brini † (2 d'octubre de 1965 - 14 de setembre de 1982 jubilat)
- Arquebisbe Miroslav Stefan Marusyn † (14 de setembre de 1982 - 11 d'abril de 2001 jubilat)
- Arquebisbe Antonio Maria Vegliò (11 d'abril de 2001 -28 de febrer de 2009 nomenat president del Consell Pontifici per a la Cura Pastoral dels Migrants i els Itinerants)
- Arquebisbe Cyril Vasiľ, S.J., des del 7 de maig de 2009

### Cronologia dels assessors
- Bisbe Isaias Papadopulos (1917 - 1928 nomenat assessor honorífic del mateix dicasteri)
- Monsenyor Amleto Giovanni Cicognani (16 de febrer de 1928 - 17 de març de 1933 nomenat delegat apostòlic als Estats Units)
- Monsenyor Giuseppe Cesarini (1933 - 1941 renuncià)
- Arquebisbe Antonino Arata (1941 - 25 d'agost de 1948 mort)
- Arquebisbe ValerioValeri (1 de setembre de 1948 - 12 de gener de 1953 creat cardenal)
- Arquebisbe Giovanni Battista Scapinelli de Léguigno (1961 - 1965 renuncià)

### Cronologia d'assessors honorífics
- Bisbe Isaias Papadopulos (1928 - 18 de gener de 1932 mort)

### Cronologia dels sots-secretaris
- Monsenyor Amerigo Giovanelli † (1965 - 1968 renuncià)
- Monsenyor Giorgio Mylanyk † (1968 - 1982 renuncià)
- Monsenyor Mario Rizzi † (1982 - 28 de febrer de 1991 nomenat nunci apostòlic a Bulgària)
- Monsenyor Marco Dino Brogi, O.F.M. (1991 - 13 de desembre de 1997 nomenat nunci apostòlic a Sudan i delegat apostòlic a Somàlia)
- Monsenyor Claudio Gugerotti (17 de desembre de 1997 - 7 de desembre de 2001 nomenat nunci apostòlic a Armènia i Georgia)
- Monsenyor Krzysztof Nitkiewicz (15 de març de 2002 - 13 de juny de 2009 nomenat bisbe de Sandomierz)
- Monsenyor Maurizio Malvestiti (19 de juny de 2009 - 26 d'agost de 2014 nomenat bisbe de Lodi)
- Mossèn Lorenzo Lorusso, O.P., des del 15 de novembre de 2014